# All-Ireland Senior Football Championship 1990
L'All-Ireland Senior Football Championship 1990 fu l'edizione numero 104 del principale torneo di calcio gaelico irlandese. Cork batté in finale Meath ottenendo la sesta vittoria della sua storia, la seconda consecutiva.

## Semifinali
| Dublino 12 agosto 1990 | Cork | 0-17 – 0-10 | Roscommon | Croke Park (33165 spett.) |

| Dublino 19 agosto 1990 | Meath | 3-09 – 1-07 | Donegal | Croke Park (40243 spett.) |

### Finale
| Dublino 16 settembre 1990 | Cork | 0-11 – 0-09 | Meath | Croke Park (65898 spett.) |